# 자영업
| 국가           | 비율 (%) |
| -------------- | -------- |
| 콜롬비아       | 53.1     |
| 브라질         | 33.3     |
| 멕시코         | 31.8     |
| 그리스         | 31.8     |
| 튀르키예       | 30.2     |
| 코스타리카     | 26.6     |
| 대한민국       | 24.6     |
| 칠레           | 23       |
| 이탈리아       | 21.8     |
| 폴란드         | 19.7     |
| 뉴질랜드       | 19.7     |
| 체코           | 15.9     |
| 네덜란드       | 15.8     |
| 스페인         | 15.8     |
| 포르투갈       | 15.5     |
| 스위스         | 15.3     |
| 핀란드         | 14.6     |
| 아일랜드       | 14.1     |
| 벨기에         | 14.1     |
| 슬로베니아     | 14       |
| 라트비아       | 13       |
| 이스라엘       | 12.4     |
| 프랑스         | 12.6     |
| 헝가리         | 12.5     |
| 오스트리아     | 11.9     |
| 리투아니아     | 11.6     |
| 스웨덴         | 10.6     |
| 룩셈부르크     | 10.2     |
| 일본           | 9.8      |
| 오스트레일리아 | 9.5      |
| 독일           | 8.8      |
| 덴마크         | 8.8      |
| 캐나다         | 7.7      |
| 러시아         | 6.8      |
| 미국           | 6.3      |
| 노르웨이       | 4.7      |

자영업(自營業)은 회사 등의 법인을 설립하지 않고 스스로 하는 사업을 말한다. 이러한 사업을 하는 자를 자영업자(自營業者) 또는 개인사업자(個人事業者)라고 한다.
자영업은 고용주가 아닌 자신을 위해 일하는 상태이다. 조세 당국은 일반적으로 개인이 자영업자로 인정받기로 선택했거나 세금 신고서를 제출해야 하는 소득을 창출하는 경우 해당자를 자영업자로 간주한다. 현실 세계에서 과세 당국의 중요한 문제는 개인이 사업 활동(서비스 제공을 언급할 때에도 "거래"라고 함)에 종사하는지 여부가 아니라 활동이 수익성이 있어 잠재적으로 과세 대상인지 여부이다. 즉, 이익이 없으면 거래 활동이 무시될 가능성이 높기 때문에 비정기적이고 취미 또는 열성적인 경제 활동은 일반적으로 과세 당국에서 무시된다. 자영업자는 일반적으로 개인 소유주(또는 단독 거래자), 독립 계약자 또는 파트너십의 구성원으로 분류된다.
자영업자는 일반적으로 고용주로부터 일자리를 제공받기보다는 자신의 일자리를 찾고 대신 자신이 운영하는 직업, 무역 또는 사업체에서 수입을 얻는다. 미국 및 영국과 같은 일부 국가에서는 당국이 개인이 자영업자인지 또는 위장 고용에 종사하는지, 즉 계약상 비즈니스 관계에 있는 것처럼 가장하여 실제로 고용주-피고용인 관계이다.

## 같이 보기
- 장애인의 권리에 관한 협약
- 프리랜서
- 영국의 장애인
- 일인회사
- 리모트 워크
- 노동자 자주 경영